# Canta (província)
Canta é uma província do Peru localizada na região de Lima. Sua capital é a cidade de Canta.

## Distritos
- Arahuay
- Canta
- Huamantanga
- Huaros
- Lachaqui
- San Buenaventura
- Santa Rosa de Quives